# مقاطعة بوتنام (إنديانا)
مقاطعة بوتنام هي مقاطعة في إنديانا، بلغ عدد سكانها 37٬963  نسمة، في 2010، عاصمتها غرينكاسل، تبلغ مساحتها 1٬250 كيلومتر مربع.

## الموقع
تشترك في الحدود مع:
- مقاطعة مونتغومري
- مقاطعة أوين
- مقاطعة كلاي
- مقاطعة مورغان
- مقاطعة هندريكس (إنديانا)
- مقاطعة بارك.

## التقسيمات الإدارية
- غرينكاسل.